# Horisme nebulata
Horisme nebulata là một loài bướm đêm trong họ Geometridae.